# Cephalotes insularis
Cephalotes insularis är en myrart som först beskrevs av Wheeler 1934.  Cephalotes insularis ingår i släktet Cephalotes och familjen myror. Inga underarter finns listade.